# Вешович, Мильян Вуков
Мильян Вуков Вешович — знаменитый черногорский сенатор, воевода, герой и глава племени Васоевичи.
Участвовал в битве под Колашином, боя на Буковой поляне, битвы в Мораче
В его честь в Подгорице установлен памятник.
В 2011 году прошла 125 годовщина смерти Мильяна Вешовича.